# Pokutîne, Șarhorod
Pokutîne (în ucraineană Покутине) este un sat în comuna Kalîtînka din raionul Șarhorod, regiunea Vinnița, Ucraina.

## Demografie
Componența lingvistică a localității Pokutîne
     Ucraineană (99,47%)
     Alte limbi (0,53%)
Conform recensământului din 2001, majoritatea populației localității Pokutîne era vorbitoare de ucraineană (99,47%), existând în minoritate și vorbitori de alte limbi.